# Pirates of the Caribbean: Dead Men Tell No Tales

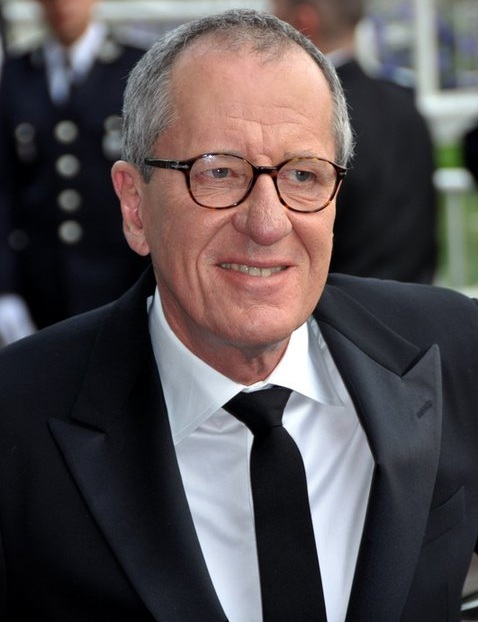
Geoffrey Rush interpreta al capità Barbossa

Pirates del Carib: La venjança de Salazar és una pel·lícula nord-americana d'acció de 2017, el cinquè lliurament de la reeixida sèrie cinematogràfica Pirates del Carib. Dirigida per Joachim Ronning i Espen Sandberg, va ser produïda per Jerry Bruckheimer i amb guió de Jeff Nathanson. L'elenc de la pel·lícula inclou a Johnny Depp com el capità Jack Sparrow, Geoffrey Rush com el capità Barbossa, Kevin McNally com Joshamee Gibbs, Javier Bardem és el capità Salazar, Brenton Thwaites com Henry Turner, Kaya Scodelario com Carina Smyth, i Orlando Bloom tornant al paper de Will Turner, i Keira Knightley com Elizabeth Swann.
La preproducció de la pel·lícula va començar poc abans que la quarta entrega de Pirates del Carib fos llançada a principis de 2011, amb l'escriptor Terry Rossio fent un guió per a la pel·lícula. A principis de 2013, Jeff Nathanson va ser contractat per escriure un nou guió, amb Johnny Depp involucrat en el procés d'escriptura. Inicialment, la pel·lícula estava prevista per a ser estrenada el 2015, però es va retardar per al 2016 i després per a inicis del 2017, a causa de problemes amb el guió i el pressupost. El rodatge es va realitzar a Austràlia el febrer de 2015, després que el govern australià li oferís a Walt Disney Pictures 20 milions de dòlars en incentius fiscals per rodar la pel·lícula exclusivament.

## Argument
Henry Turner, el fill de dotze anys de Will Turner i Elizabeth Swann, aborda el vaixell del seu pare maleït, l'Holandès Errant, informant el seu pare que el mític Trident de Posidó pot trencar la seva maledicció i la seva intenció de reclutar al Capità Jack Sparrow perquè l'ajudi. Will, però, creu que el trident no es pot trobar i ordena a Henry que se'n vagi. Will i l'Holandès desapareixen de nou al mar, però Henry jura trobar Jack Sparrow i el Trident.
Nou anys més tard, Henry és un mariner de la Reial Armada Britànica, però està tancat per intent amotinament quan el seu vaixell navega cap al sobrenatural Triangle del Diable. El vaixell es troba amb un naufragi, el Silent Mary, i són atacats per la seva tripulació fantasmal liderada pel malvat capità espanyol Armando Salazar. Salazar i la seva tripulació maten a tots a bord excepte a Henry. Salazar, en assabentar-se que Henry busca a Jack, li perdona la vida perquè li faci arribar un missatge: "Salazar el busca".
A l'illa de Sant Martí una jove astrònoma i rellotgera anomenada Carina Smyth és sentenciada a mort acusada de bruixeria, però aconsegueix escapar de la custòdia. Es creua breument amb Jack, qui amb la seva tripulació tracta de robar la caixa forta del banc, però accidentalment arrosseguen tot el banc amb ells i perden la fortuna abans d'estavellar-se contra les portes emmurallades del poble i escapar. La tripulació de Jack acaba per abandonar-lo, fins i tot Gibbs, que ha perdut la fe en Jack i la seva sort. Pressionat, Jack canvia la seva brúixola màgica per una ampolla de rom. Aquesta traïció a la brúixola fa que el segell que mantenia a Salazar i la seva fantasmal tripulació dins del Triangle del Diable es trenqui i escapin a la recerca d'en Jack. Carina descobreix que Henry està buscant la ubicació del Trident i s'ofereix per ajudar-lo a fer servir un diari que li va deixar el seu pare desconegut. Carina i Jack són capturats, però són salvats per la tripulació de Henry i Jack, salpant sobre la Gavina Moribunda. Carina desxifra que les estrelles els conduiran fins a unes illes on el Trident està amagat.

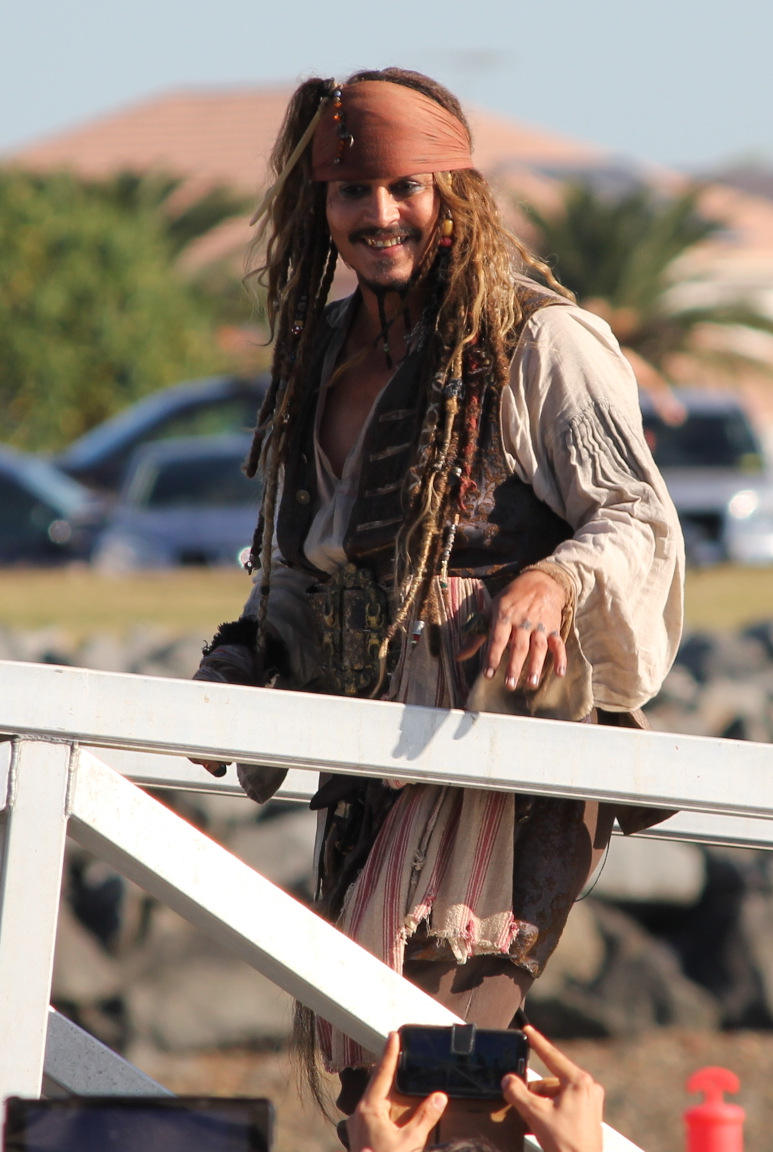
Johnny Deep interpreta a Jack Sparrow

Mentrestant, arriben al Capità Barbossa notícies que el reviscut Capità Salazar està atacant els pirates al mar. Busca informació en una bruixa del mar anomenada Shansa que li parla del Trident, que possiblement podria portar-lo a un nou "tresor". Barbossa i la seva tripulació salpen a la recerca del Trident, fins que Salazar i la seva tripulació apareixen i destrueixen la flota de Barbossa. Barbossa aconsegueix escapar de la mort oferint la seva ajuda per trobar Jack Sparrow. Salazar explica a Barbosa que fa molt temps caçava pirates al servei de l'Armada Espanyola. En aquells dies, un jove Jack el va enganyar perquè navegués cap al Triangle del Diable, i ell i la seva tripulació quedessin maleïts, així es va guanyar el sobrenom de "pardal" (sparrow). Salazar persegueix la gavina moribunda, obligant a Sparrow, Henry i Carina a fugir a una illa mentre escapen dels taurons fantasma. Després de salvar Sparrow d'un matrimoni forçat, Barbossa s'alia amb ell i li retorna la seva brúixola, obtinguda de Shansa. Recuperen la Perla Negra miniaturitzada, dins d'una ampolla de Barbanegra. Tots continuen el seu viatge a l'illa del Trident, amb Barbossa prenent el comandament de la Perla un cop més. Durant el viatge, Sparrow s'adona que Carina és la filla perduda de Barbosa qui li explica que la va deixar en un orfenat, amb el seu diari, per poder tenir una vida millor.

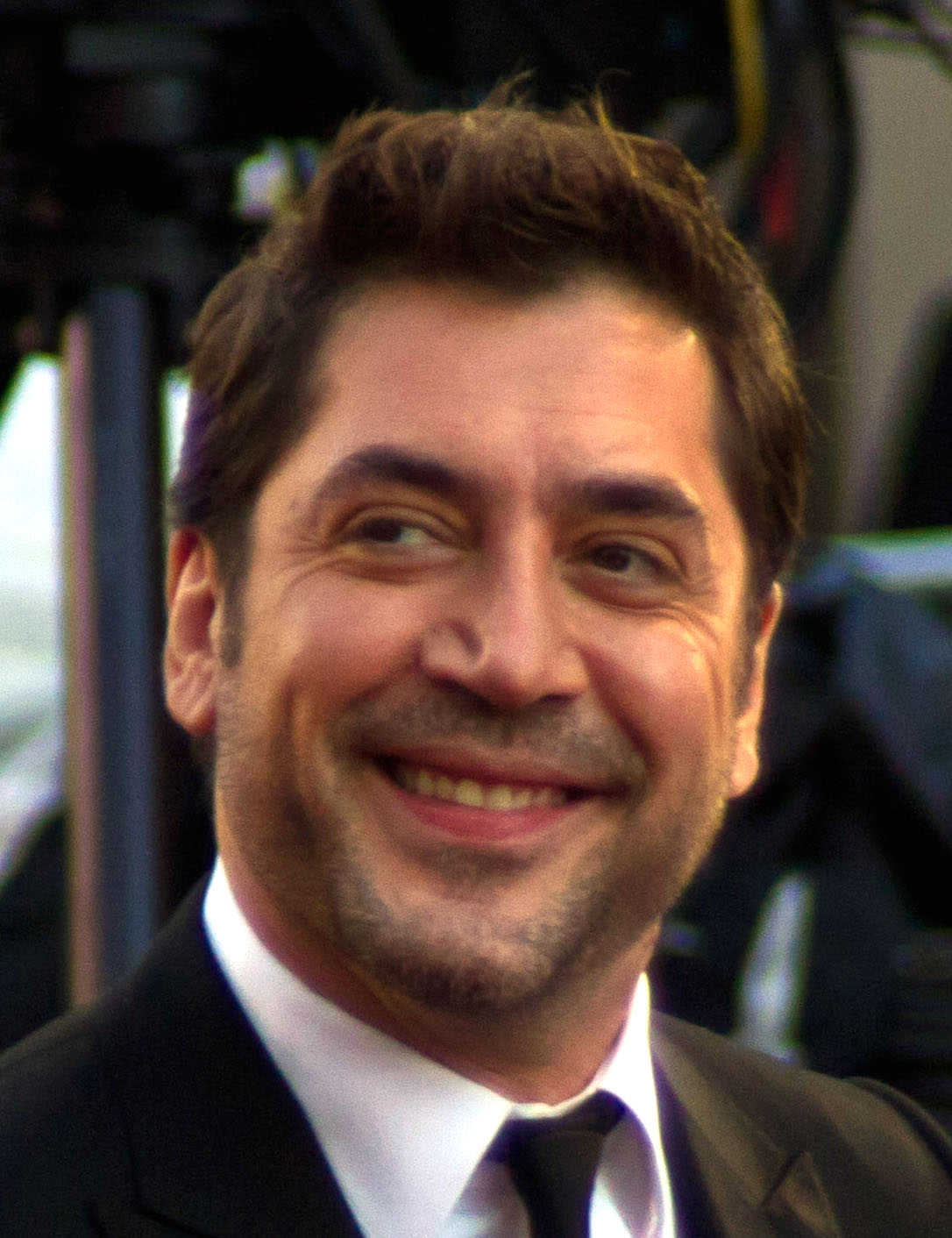
Javier Bardem interpreta al capità Armando Salazar

En acostar-se a l'illa del Trident, la Perla s'esmuny d'un vaixell de guerra de la Marina Britànica, que és destruït pel Silent Mary abans que la Perla encalli a l'illa. Sparrow, Barbossa i Carina usen la màgia de l'illa per obrir un camí cap al lloc del Trident en el fons de l'oceà. Salazar captura en Henry i posseeix el seu cos, perseguint Sparrow i els altres. Henry trenca el Trident, trencant totes les malediccions sobre el mar i retornant la vida a la tripulació de Salazar. No obstant això, la mar dividida comença a col·lapsar sobre si mateixa. La Perla llança la seva àncora per salpar cap a un lloc segur, però Salazar els persegueix, encara entestat a matar Jack Sparrow. Carina s'adona que Barbossa és el seu pare quan ella veu un tatuatge en el seu braç idèntic a la portada del diari. Barbossa se sacrifica per matar Salazar, permetent que els altres s'escapin vius. Jack, Henry i Carina pugen a bord de la Perla on els reben amb alegria, però es lamenten per la mort de Barbossa. Carina, trista per la pèrdua, revela a Henry qui és el seu pare i pren el seu cognom com a propi.
Henry i Carina, estan a Port Royal, veuen arribar a Will Turner, lliure, i es retroba amb el seu fill i el seu gran amor Elizabeth Swan. Jack els observa des de la Perla amb disgust abans de navegar cap a l'horitzó.

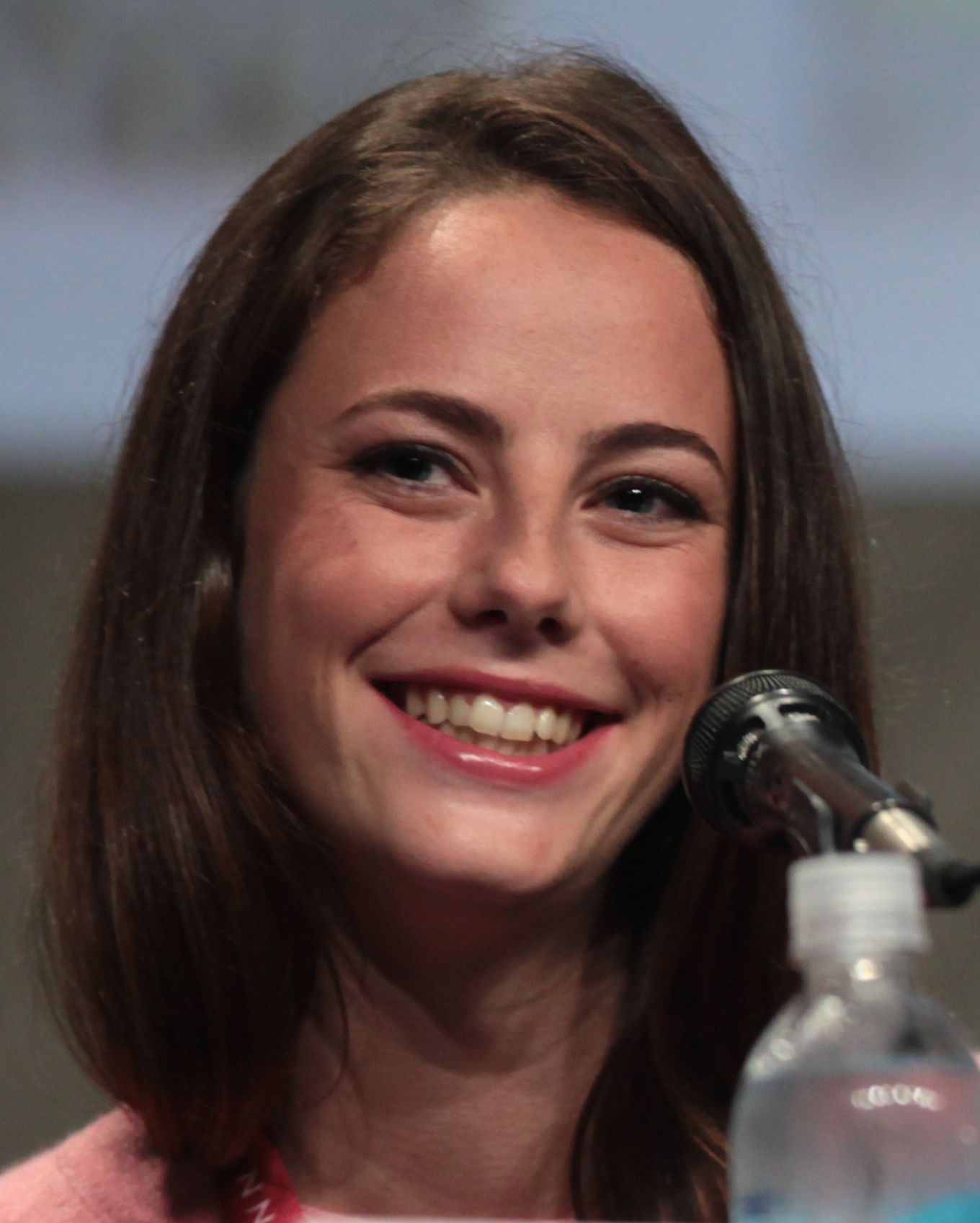
Kaya Scodelario interpreta a Carina Smith

En una escena postcrèdits, podem veure a Will i a Elizabeth dormint plàcidament, fins que de cop i volta s'escolten uns passos cap a la porta de la seva habitació, la porta s'obre i no és altre que el mateix Davy Jones que d'alguna manera ha ressuscitat. Es pot observar la seva silueta, però quan Will es desperta no veu ningú pensant que només va ser un malson i torna a adormir-se, però sota el seu llit es pot observar uns mol·luscs de mar indicant que no va ser un somni.

## Curiositats
Keira Knightley apareix breument al final en un paper sense diàleg com Elizabeth Swann, l'esposa de Will i la mare de Henry. Adam Brown, Danny Kirrane i Delroy Atkinson apareixen com a membres de la tripulació de Jack, i en l'escena de la presó, Paul McCartney apareix breument com l'oncle patern de Jack, l'oncle Jack. Una silueta CGI de Davy Jones es veu a l'escena posterior als crèdits, però l'actor Bill Nighy havia afirmat que no estava informat sobre l'aparició del personatge.

## Recepció
La Venjança de Salazar es va estrenar als EUA el 28 de maig de 2017. La recaptació dels 3 primers dies va ser de 62,2 milions de dollars. Les crítiques l'assenyalen com un dels pitjors resultats de la franquícia als EUA, però a la resta del món les crítiques van ser millors.

## Futur
Poc abans del llançament d'On Stranger Tides, es va informar que Disney planejava rodar la cinquena i la sisena pel·lícula consecutivament, encara que després es va revelar que només la cinquena pel·lícula estava en desenvolupament. El 4 de març de 2017, el director Joachim Ronning declarar que Dead Men era només el començament de l'aventura final, el que implicava que no seria l'última pel·lícula de la franquícia i que es podria realitzar una sisena pel·lícula. L'escena post crèdits ens mostra a Will Turner, Elizabeth Swann i Davy Jones, implicant que Will i Elizabeth tornaran a ser personatges principals i Davy Jones seria el principal antagonista en una sisena pel·lícula. El setembre de 2017, el productor Jerry Bruckheimer va indicar que una altra seqüela encara és possible si Dead Men Tell No Tales ho fa bé en el seu llançament a casa. L'octubre de 2017, Kaya Scodelario dir que va ser contractada per tornar per a una sisena pel·lícula. Poc després, es va anunciar que Ronning està sent vist per dirigir la pel·lícula.